# Блејк Едвардс
Блејк Едвардс (енгл. Blake Edwards), право име Вилијам Блејк Крамп (енгл. William Blake Crump) је био амерички филмски редитељ, сценариста и продуцент. Рођен је 26. јула 1922. године у Талси, Оклахома, САД. Преминуо је 15. децембра 2010. године у 88. години.

## Каријера

### Почетак каријере
Сценаристичку каријеру почео на радију а на филму је најпре радио на комедијама Ричарда Квинија, за кога је написао седам сценарија. Такође је 1959. године креирао и режирао ТВ серију Питер Ган, за коју је музику радио Хенри Манцини. Њихова сарадња се потом наставила и у Едвардсовим филмовима, значајно доприносећи њиховом успеху.
Едвардс је најуспешнији био у комедијама, уз једини значајнији изузетак драме "Дани вина и ружа" (1962), са Џеком Лемоном у главној улози, који игра алкохоличара који покушава да се реши зависности.

### Питер Селерс
Најбоље је сарађивао са Питером Селерсом у серији комедија о Пинк Пантеру. Иницијални филм серије био је "Пинк Пантер" (1963). То је дијамант кога покушава да се докопа превејани крадљивац Чарлс Литон (Дејвид Нивен), коме је на трагу неспретни инспектор Клузо, кога маестрално игра Питер Селерс. Захваљујући нечему у структури дијаманта, у њему се под одређеним условима види лик ружичастог пантера, који је искоришћен за ефектну анимирану шпицу, коју је урадио Фриц Фрилинг, уз још чувенију музичку тему Хенри Манцинија. Успех је био толики да је лик Пинк Пантера наставио самостални живот као јунак сопствене серије цртаних филмова, врло гледаних и код нас. Филм је 2006. добио и истоимени римејк, са Стивом Мартином у главној улози, којем је следио и "Пинк Пантер 2" (2008).
Питер Селерс се као инспектор Клузо појавио и у филмовима "Пуцањ у тами" (1964), "Повратак Пинк Пантера" (1975), "Пинк Пантер узвраћа ударац" (1976), "Освета Пинк Пантера" (1978) и "На трагу Пинк Пантера" (1982), снимљеном после Селерсове смрти, у коме се користе раније снимљени Селерсови гегови и додатне сцене доснимљене са другим глумцем. Од поменутих филмова посебно су успешни Повратак Пинк Пантера и Пинк Пантер узвраћа ударац.
Осим као инспектор Клузо, Селерс бриљира и у Едвардсовој комедији "Забава" (1968), као смотани индијски глумац Хрунди В. Бакши, кога грешком позивају на неки холивудски парти, где овај прави хаос на сваком кораку.

### Џули Андруз
Осим Селерса, друга особа са значајном глумачком улогом у Едвардсовим филмовима, била је Џули Андруз, његова друга супруга, са којом је у браку непрекидно од 1969. Џули је играла у неколико његових филмова, од којих су најпознатији "Шпијунка Дарлинг Лили" (1970), "Десетка" (1979), врло успела комедија о композитору филмске музике средњих година који види прелепу девојку (Бо Дерек, која се прославила овом улогом), и „одлепи“ за њом, "Виктор/Викторија" (1982), побољшани римејк немачког филма из доба Вајмарске републике, у коме се певачица у потрази за послом прерушава у мушкарца и постаје звезда кабареа, и "Пасји синови" (1981), црнохуморна прича у којој је Едвардс до зуба загризао у холивудску руку која га храни. Ради се о успешном редитељу чији филм доживљава фијаско, после чега од долази на идеју да га преради и обогати голотињом и сексом, како би привукао публику. Посебна атракција филма је што се увек до грла закопчана Џули Андруз у њему скинула топлес. Филм није постигао шири успех, иако га један број критичара сматра изванредном сатиром.

### Остали филмови
Први велики успех постигао је филмом "Доручак код Тифанија" (1961), романтичном комедијом по роману Трумана Кепотија, са Одри Хепберн и Џорџом Пепардом у главним улогама, и са незаборавном музичком темом Moon River, коју је компоновао Хенри Манцини (добитник два Оскара за овај филм - за сонг и за најбољу музику у драми или комедији).
Од осталих филмова успешни су му "Највећа трка око света" (1965), у којој Џек Лемон, Тони Кертис и Натали Вуд учествују у шашавој трци која се почетком XX века одвија преко три континента,
"Шта си радио у рату, тата?" (1966), урнебесна комедија из периода Другог светског рата, "Детектив Питер Ган" (1967), хуморна филмска екранизација детективског лика којег је створио за ТВ, "Каква фрка!" (1986), не много позната али урнебесно смешна комедија са Тедом Дансоном и Хауи Манделом у главним улогама, те "Голо купање (Skin Deep)" (1989), у коме Џон Ритер игра писца опседнутог женама, чији се живот распада.

## Награде
Иако су му филмови били доста гледани, није много награђиван. Тако је 2004. године добио почасног Оскара, којег му је лично предао његов велики фан Џим Кери, а 1983. године добио је Цезара за најбољи страни филм за филм Виктор/Викторија. Од награда је још „добио“ Златну малину за најгору режију у филму Сумрак (1988).

## Занимљивости
Са Џули Андруз има двоје усвојене деце, као и још двоје из првог брака са Патришом Вокер (1953—67), од којих је Џенифер Едвардс глумица, која се појављивала и у неким његовим филмовима.
Иначе, будућу супругу Џули Андруз је упознао тако што је она чула да је за њу рекао да је „тако слатка, да сигурно има љубичице између ногу“. Ова изјава ју је толико узбудила да му је послала букет љубичица са пригодном поруком. Убрзо после тога су почели да излазе а није су дуго чекало ни на венчање.

## Филмографија (као редитељ)
| - (1955) - (1956) - (1957) - (1958) - (1959) - (1960) - (1961) - (1962) - (1962) - (1962) - (1963) - (1964) - (1965) - (1966) - (1967) - (1968) - (1969) - (1971) - (1972) | - (1974) - (1975) - (1976) - (1978) - (1979) - (1981) - (1982) - (1982) - (1983) - (1983) - (1984) - (1986) - (1986) - (1987) - (1988) - (1989) - (1991) - (1993) |